# Боксиращите се маймуни на Алени
„Боксиращите се маймуни на Алени“ (на английски: Alleni's Boxing Monkeys) е американски късометражен ням филм от 1894 година, заснет от режисьора Уилям Кенеди Диксън в лабораториите на Томас Едисън в Ню Джърси.